# Tempel des Portunus

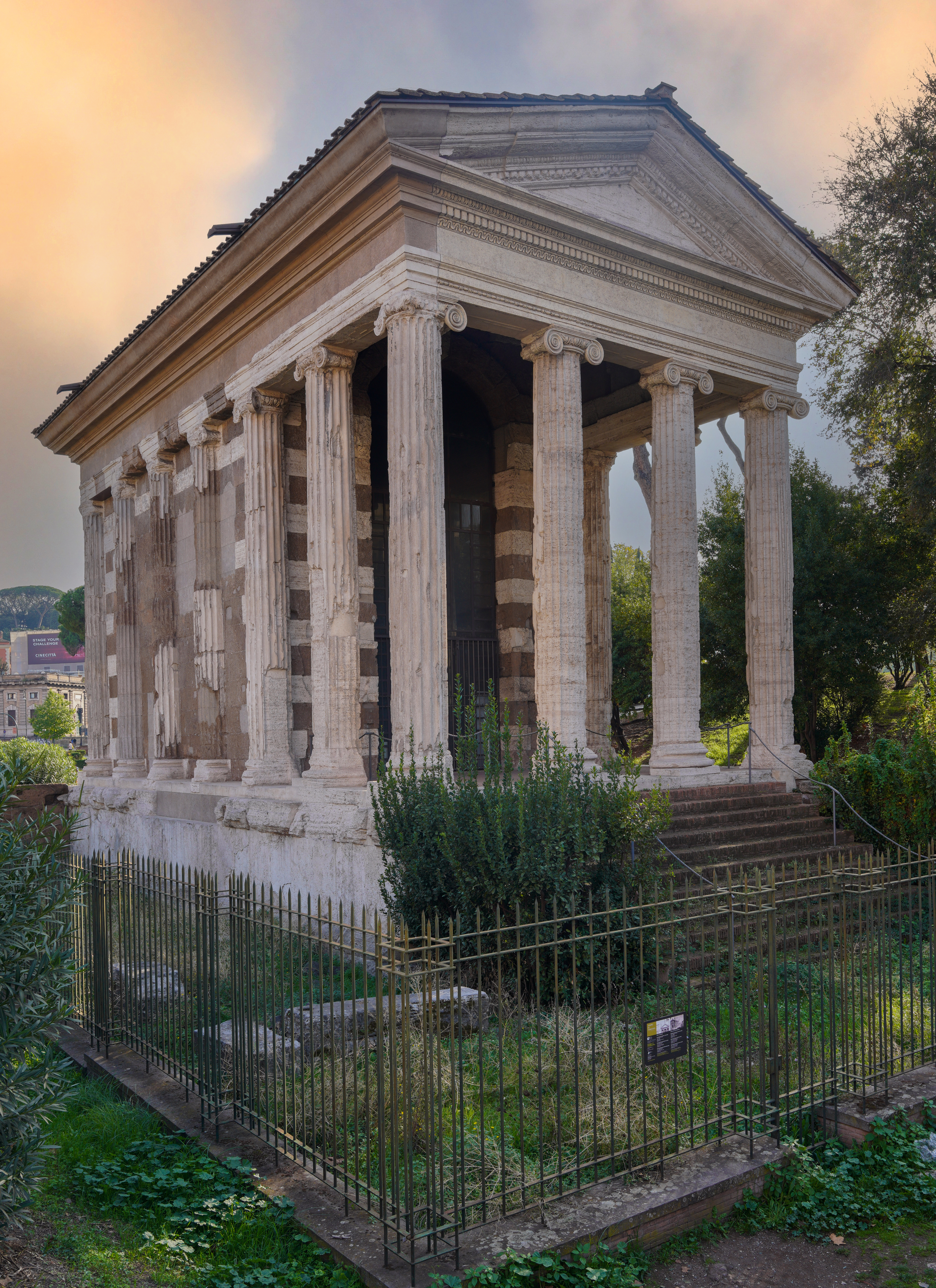
Tempel des Portunus auf dem Forum Boarium

Der sogenannte Tempel des Portunus (lateinisch aedes Portuni) war ein wahrscheinlich dem Hafengott Portunus geweihter Tempel in Rom. Er ist auch bekannt unter der seit der Renaissance fälschlicherweise verwendeten Bezeichnung Tempel der Fortuna Virilis. Er steht auf dem ehemaligen Forum Boarium unmittelbar neben einer Brücke, dem Pons Aemilius, und dem ehemaligen Stadthafen von Rom, dem Portus Tiberinus, dem er zugewandt war. Hier wurden die aus dem Seehafen Ostia Antica herbeigeschifften Waren entladen.

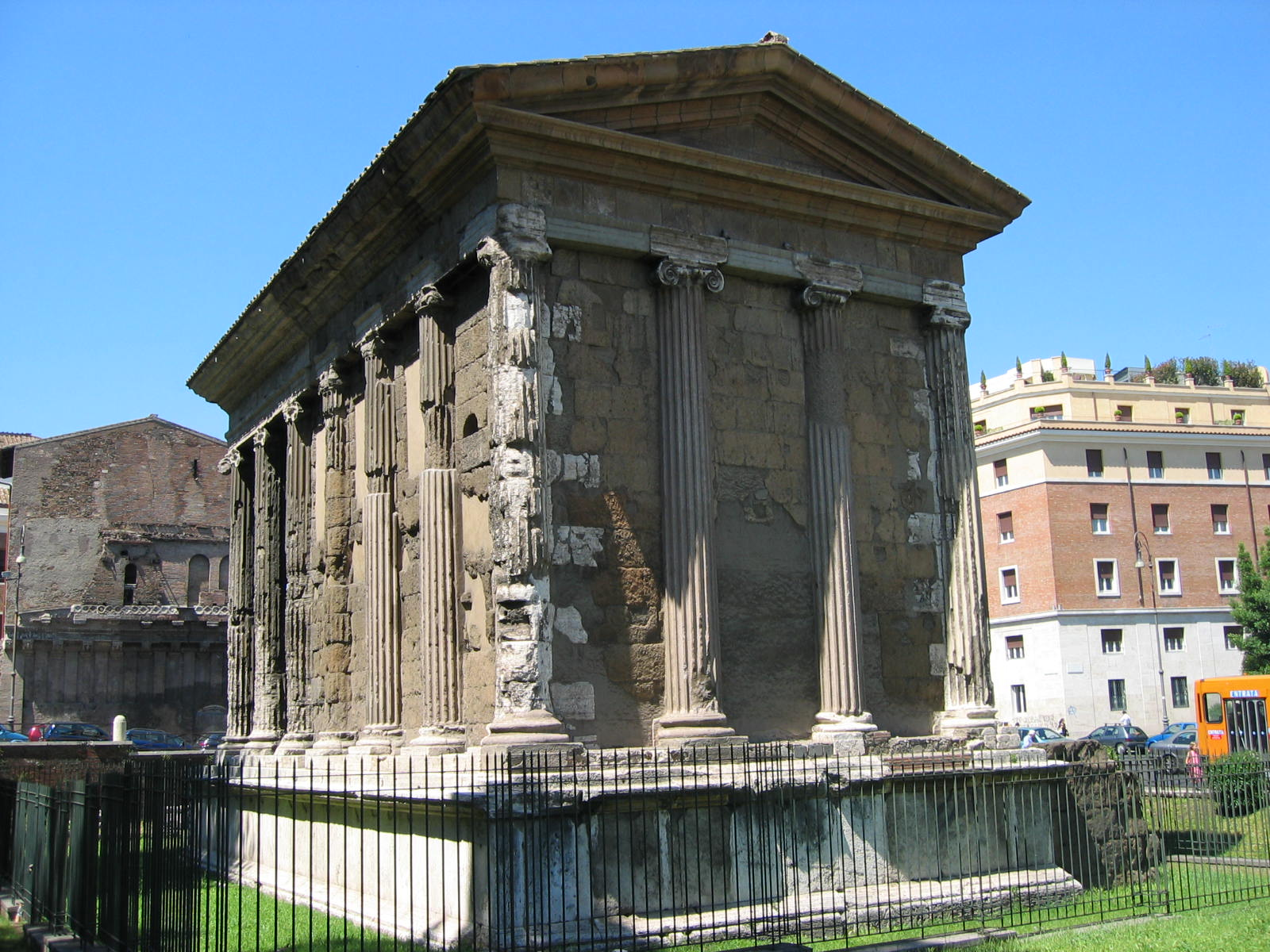
Ansicht der Rückseite

Grundriss des Tempels

## Geschichte
Ein rund 11 × 32 Meter großer Vorgängerbau, dessen Fundamentreste Anfang des 20. Jahrhunderts bei Ausgrabungen entdeckt wurden, stammte bereits aus der Wende vom 4. zum 3. Jahrhundert v. Chr. Der heute bestehende Tempel wurde bald nach 100 v. Chr. errichtet. Eine erste Restaurierung fand im 1. Jahrhundert n. Chr. statt.
Der Tempel entging der Zerstörung, da er 872 in eine christliche Kirche umgewidmet worden war. Im 16. Jahrhundert wurde die Kirche unter Papst Pius V. der armenisch-katholischen Kirche übergeben und der heiligen Maria von Ägypten geweiht, der Schutzpatronin der Büßerinnen und bereuenden Sünderinnen. Im Jahr 1718 wurden Teile des Tempels durch Umbauarbeiten unter Clemens XI. zerstört, die Travertinverkleidung des Podiums wurde entfernt, um in der Kirche Santa Maria in Cosmedin Wiederverwendung zu finden. Die Kirche wurde 1916 aufgegeben, um den antiken Tempel wiederherzustellen. Im Gebäudeinneren sind immer noch die hochmittelalterlichen Fresken sichtbar, die die Geschichte der Heiligen erzählen.

## Architektur
Der als Pseudoperipteros gestaltete Podiumstempel erhebt sich auf einem an der Basis 11,87 × 25,60 Meter großen Podium, ist folglich etwas weniger gestreckt als sein Vorgängerbau. Eine Mauer aus Tuffsteinblöcken bei der linken hinteren Ecke ist vielleicht aufzufassen als Rest einer Einfriedung des sakralen Bereichs. Der nach Nordnordwest ausgerichtete Tempel war über eine der gesamten Front vorgelagerte und einst von Wangen gefasste Freitreppe zugänglich. Der im Stylobat 10,50 × 19,30 Meter messende Bau besteht aus einer 5,85 Meter tiefen und zwei Joche umfassenden Vorhalle, dem Pronaos, hinter der sich durch eine Tür der eigentliche Kultraum, die Cella, öffnet. Die Länge der Cella inklusive Wandstärke beträgt 11,91 Meter. Vier 8,22 Meter hohe, ionische Säulen bilden die Tempelfront, je eine weitere Säule vermittelt an den Langseiten zu den Außenwänden der Cella, die durch ionische Halbsäulen gegliedert sind: inklusive der Ecksäulen fünf an den Langseiten und vier an der Rückwand.
Pronaossäulen und Ecksäule der Cella wurden aus Travertin gearbeitet, ebenso die übrigen Säulenbasen und Kapitelle sowie Architrav und Sima. Die Schäfte der übrigen Halbsäulen sind wie die Cellawände, der Fries und das Geison aus Tuff gefertigt. Das Podium ist mit römischem Beton, dem opus caementicium, aufgefüllt und mit Travertinblöcken verkleidet. Der ganze Bau war ursprünglich mit Stuck überzogen, doch die Verzierungen dieser Bauphase sind verloren. Die Säulen und Halbsäulen wurden später mit einer an mehreren Stellen noch erhaltenen Marmorimitation versehen, am Fries sind spätere Stuckverzierungen mit Girlanden, Bukranien, Kandelabern und Eroten nachzuweisen. Bei der Restaurierung im 20. Jahrhundert wurden Beton und Ziegel verwendet, was an manchen Stellen (z. B. an der Südseite) deutlich zu sehen ist.
Mit seiner pseudoperipteralen Grundrisslösung unterscheidet sich der Bau von den meisten griechischen Tempeln, die in der Regel einen Umgang aus freistehenden Säulen aufweisen. Mit dem Tempel der Sibylle in Tivoli aus dem späten 2. Jahrhundert v. Chr. und dem Herculestempel in Cori aus dem frühen 1. Jahrhundert v. Chr. gibt es jedoch weitere Vertreter dieses Bautyps im Latium spätrepublikanischer Zeit. In der augusteischen Tempelarchitektur fand der Bautypus weitere Verbreitung und wird in einer klassischen Ausprägung durch die Maison Carrée in Nîmes vertreten.